# Movimiento Popular Tekojoja
Le Movimiento Popular Tekojoja est un mouvement créé à l'occasion des élections législatives paraguayennes de 2008, soutenant l'ex-évêque et président de la république du Paraguay Fernando Lugo. Il ne s'agit pas d'un parti politique pour autant.